# Oligoryzomys stramineus
Oligoryzomys stramineus is een zoogdier uit de familie van de Cricetidae. De wetenschappelijke naam van de soort werd voor het eerst geldig gepubliceerd door Bonvicino & Weksler in 1998.